# Marius Stankevičius
Marius Stankevičius est un footballeur international lituanien, né le 15 juillet 1981 à Kaunas reconverti entraîneur.

## Carrière
| Année         | Club                   | Pays     | Matches | Buts |
| ------------- | ---------------------- | -------- | ------- | ---- |
| 1998-1999     | Ekranas Panevėžys      | Lituanie | 8       | 0    |
| 1999-2000     | Ekranas Panevėžys      | Lituanie | 18      | 1    |
| 2000-2001     | Ekranas Panevėžys      | Lituanie | 28      | 1    |
| 2001-2002     | Ekranas Panevėžys      | Lituanie | 33      | 1    |
| 2002-2003     | Cosenza Calcio Brescia | Italie   | 8 6     | 0    |
| 2003-2004     | Brescia Calcio         | Italie   | 15      | 0    |
| 2004-2005     | Brescia Calcio         | Italie   | 33      | 3    |
| 2005-2006     | Brescia Calcio         | Italie   | 33      | 5    |
| 2006-2007     | Brescia Calcio         | Italie   | 38      | 3    |
| 2007-2008     | Brescia Calcio         | Italie   | 32      | 0    |
| 2008-2009     | UC Sampdoria           | Italie   | 29      | 3    |
| 2009-Jan.2010 | UC Sampdoria           | Italie   | 14      | 0    |
| Jan.2010-2010 | Séville FC             | Espagne  | 16      | 0    |
| 2010-2011     | Valence CF             | Espagne  | 22      | 2    |
| 2011-2013     | Lazio Rome             | Italie   | 16      | 0    |

## Palmarès
- Ekranas
  - Vainqueur de la Coupe de Lituanie : 2000
- UC Sampdoria
  - Finaliste de la Coupe d'Italie : 2009
- Séville FC
  - Vainqueur de la Coupe d'Espagne : 2010